# Flachaemus pirriensis
Flachaemus pirriensis är en insektsart som beskrevs av Van Stalle 1988. Flachaemus pirriensis ingår i släktet Flachaemus och familjen kilstritar. Inga underarter finns listade i Catalogue of Life.